# Cornus alternifolia
Cornus alternifolia — вид квіткових рослин із родини деренових (Cornaceae).

## Морфологічна характеристика
Це дерево чи кущ до 12 метрів заввишки. Стебла скупчені; кора товста, пробкова. Гілочки зазвичай зелені до жовтувато-зелених, іноді червонувато-коричневі, голі. Листкова ніжка 20–50 мм; листкова пластинка від вузько- до широко-яйцеподібної чи зворотно-яйцюватої форми, 4–12 × 2.3–7 см, верхівка різко загострена чи зубчаста, абаксіальна поверхня (низ) жовто-зелена, сосочкова, притиснуто-волосиста, адаксіальна поверхня темно-зелена, ± гола. Суцвіття 3–15 см у діаметрі,50–100-квіткові. Квітки: гіпантій притиснуто-волосистий; чашолистки 0–0.2 мм; пелюстки кремові, 2.5–4 мм. Кістянки сині, кулясті, 5–8 мм у діаметрі; кісточка округла, стиснута з боків, 5–6 × 5–6 × 4 мм, слаборебриста. 2n = 20.

## Середовище проживання
Схід США, схід Канади, Сен-П'єр і Мікелон. Населяє листопадні ліси, середньо-вологі чи сухо-середньо-вологі, суглинні ґрунти, кам'янисті схили; на висотах 10–2000 метрів.

## Використання
Дерево збирають із дикої природи для місцевого використання як ліки та джерело матеріалів. Іноді його вирощують як декоративну рослину.

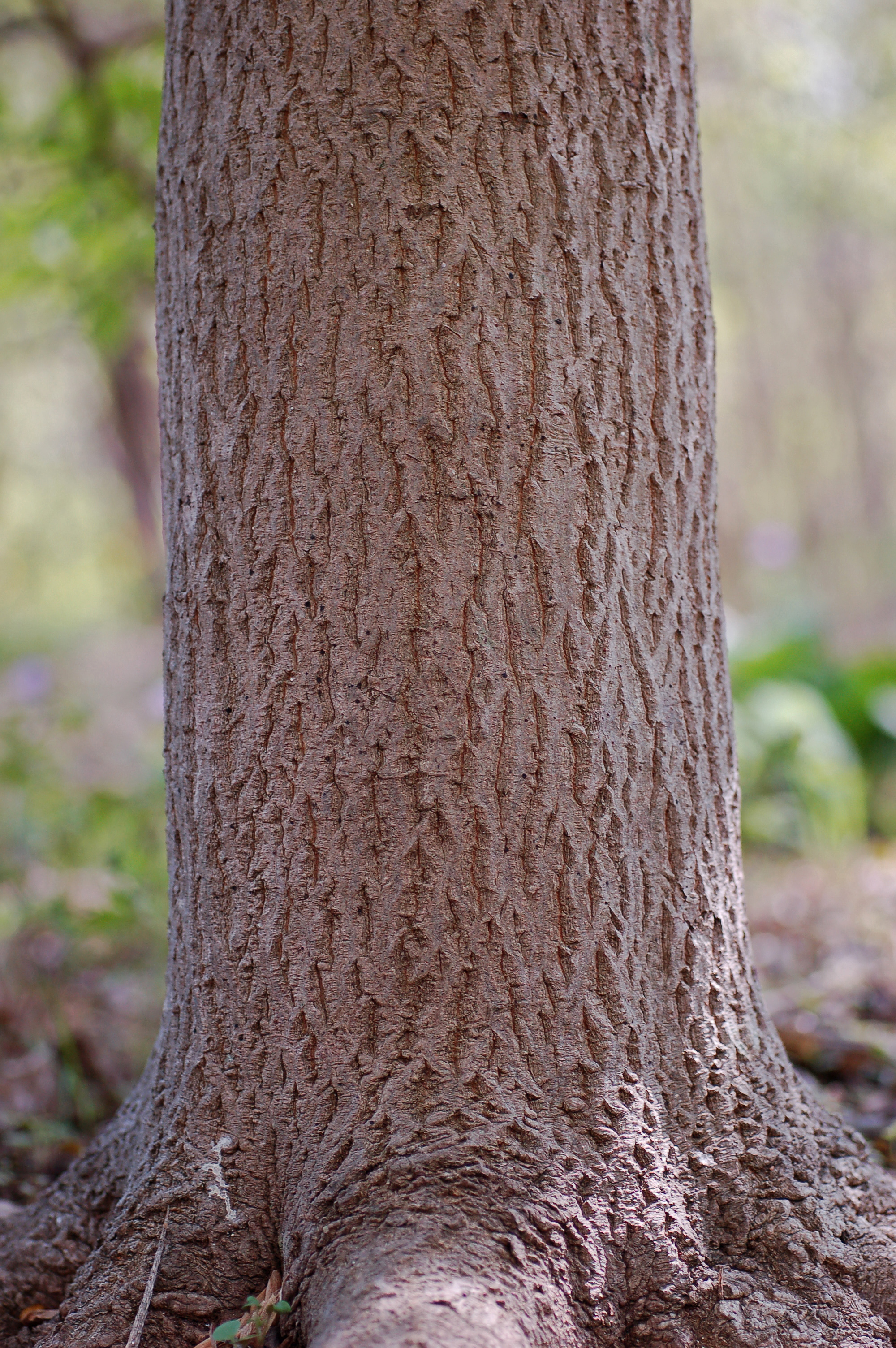
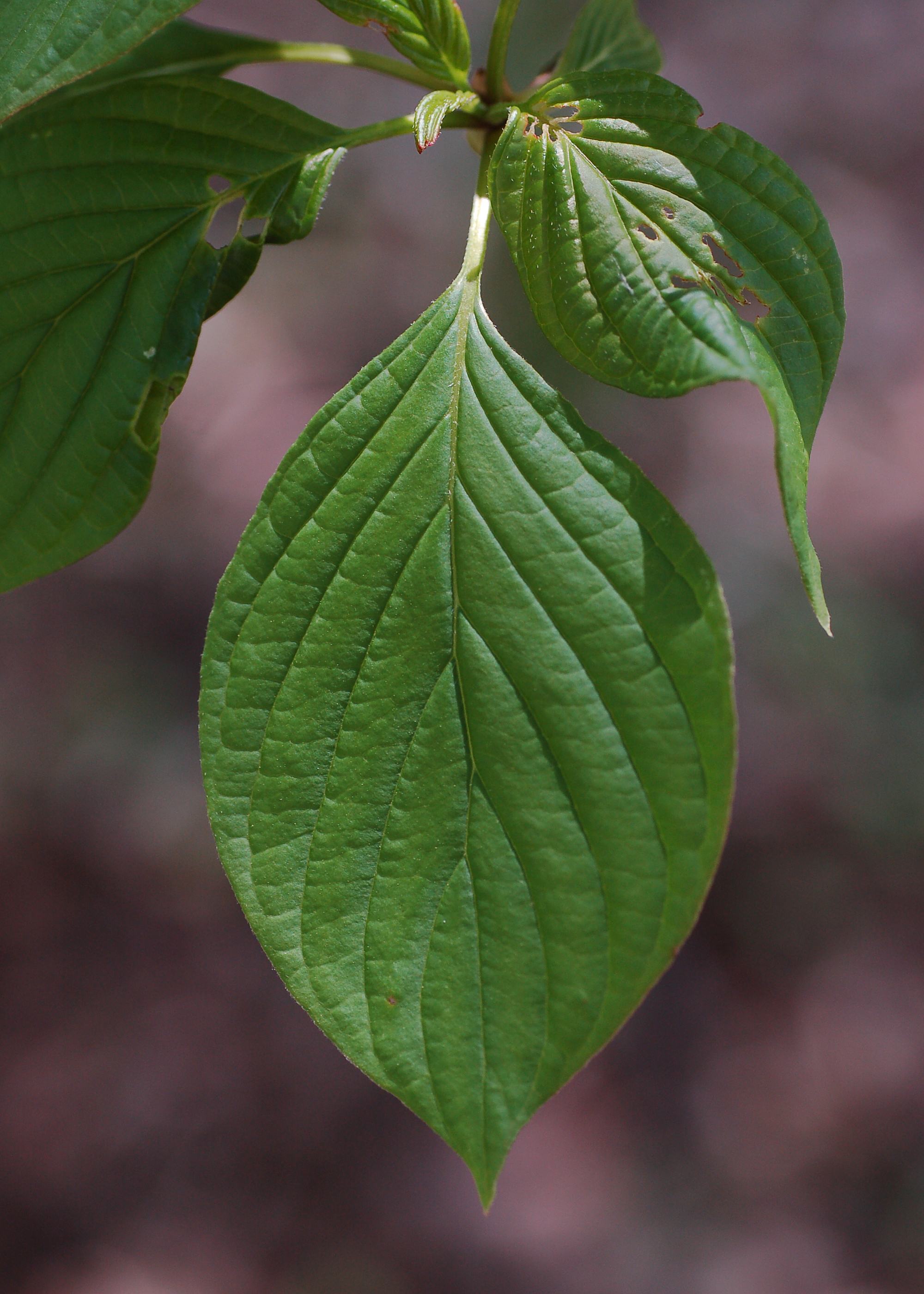
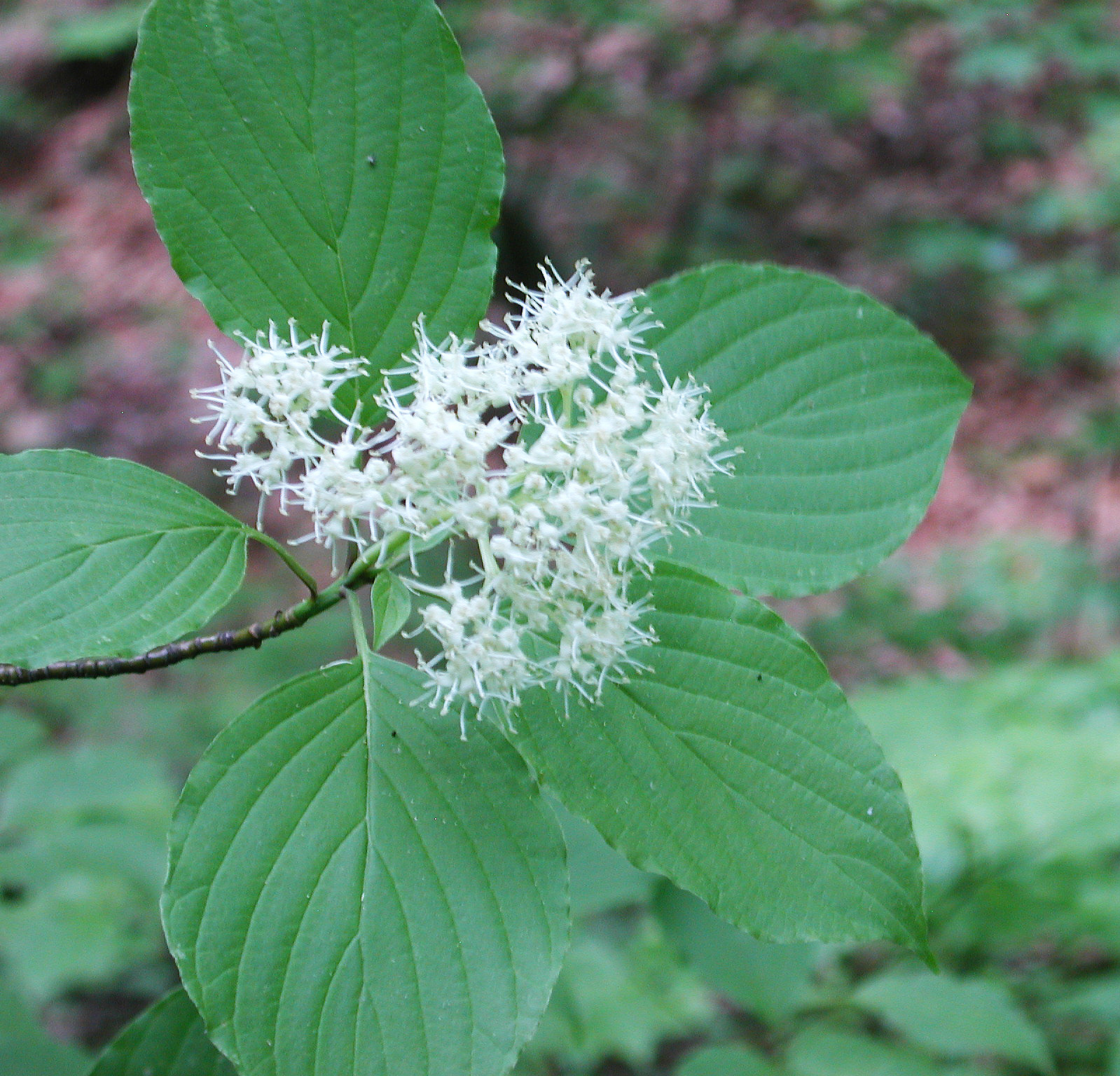
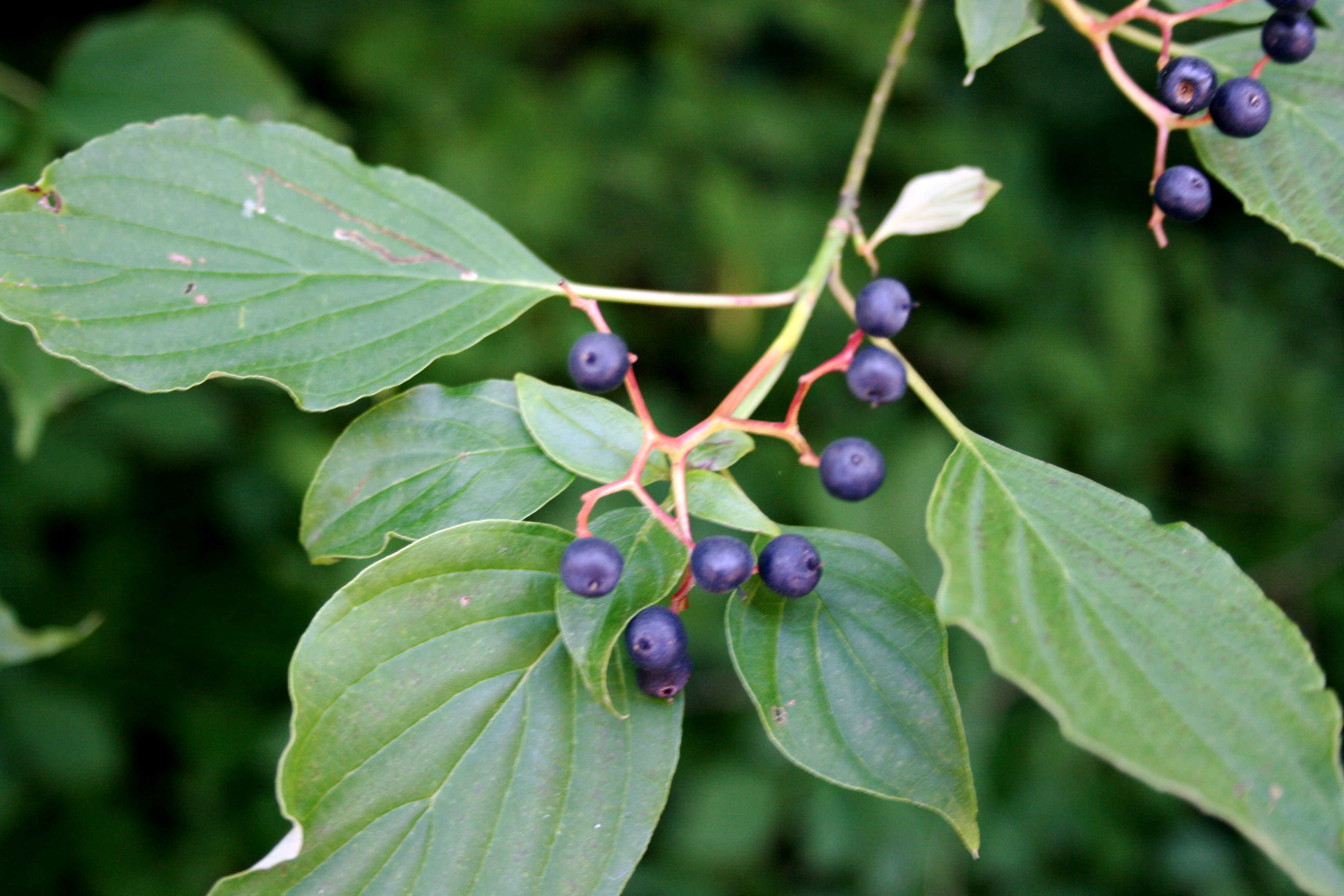
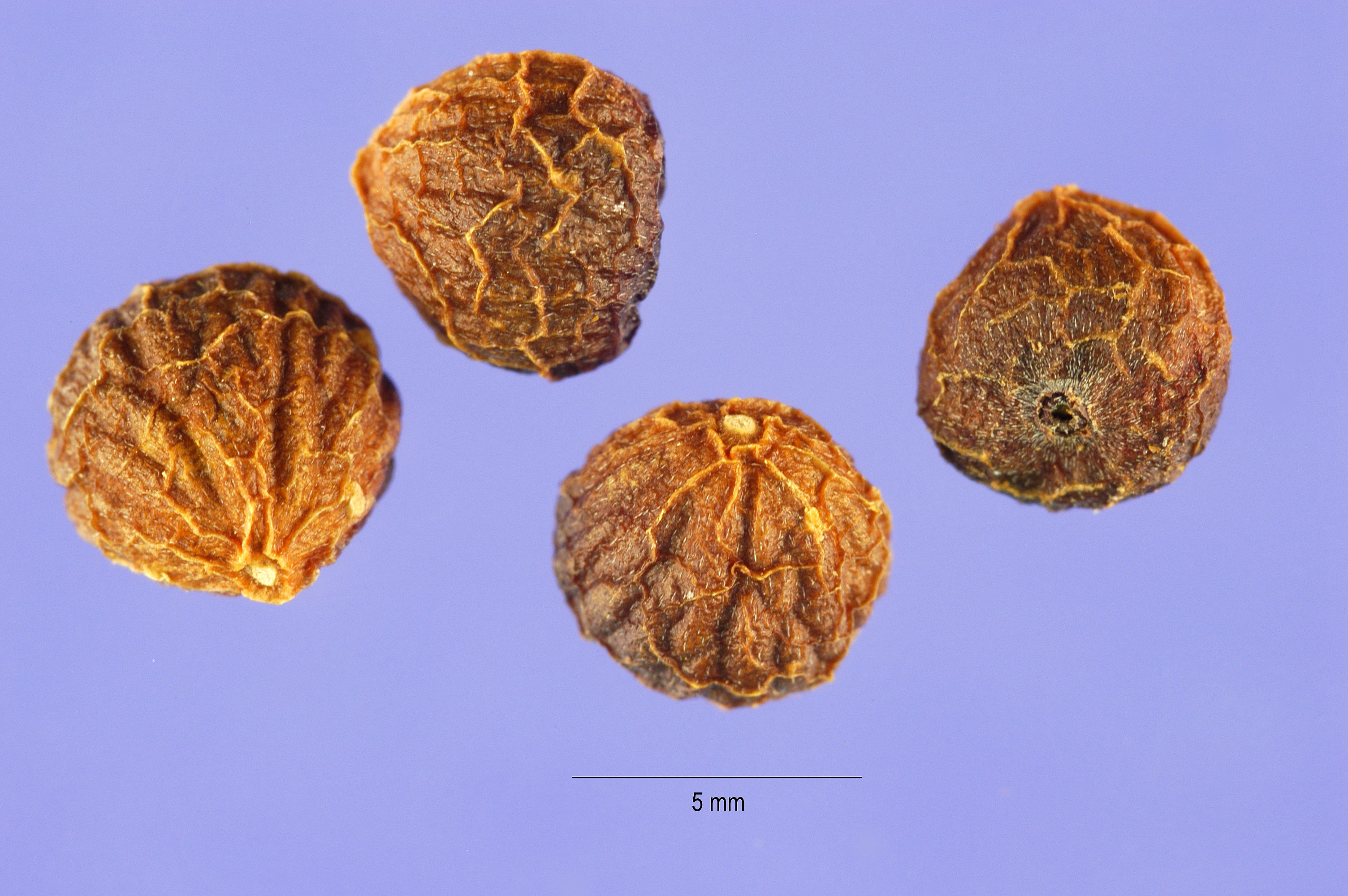
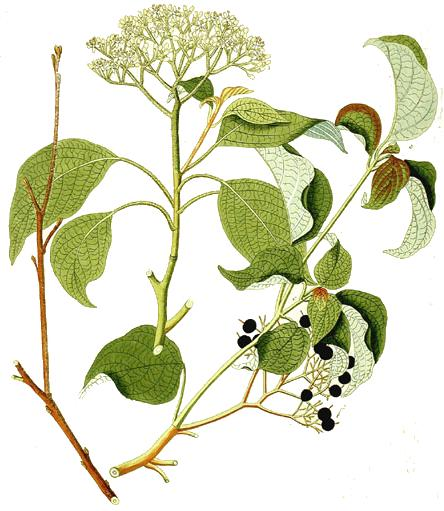